# シャヴォンヌ湖の白い龍

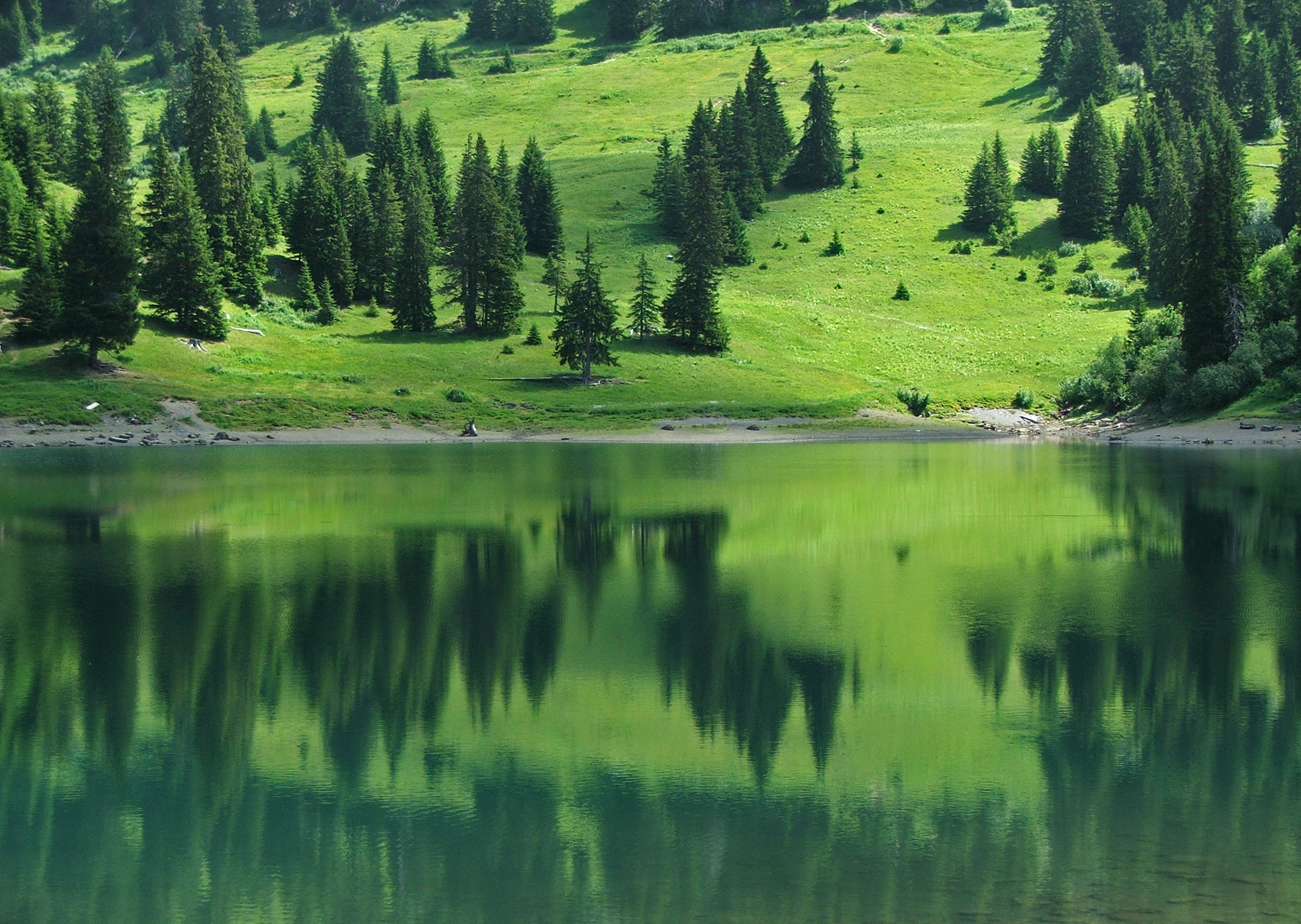
シャヴォンヌ湖

シャヴォンヌ湖の白い竜（シャヴォンヌこのしろいりゅう。仏: le dragon blanc du lac des Chavonnes）は、スイス・ヴォー州（フランス語圏）アルプス側ピヨン峠オルモン谷方面に存在するシャヴォンヌ湖に関する竜の伝承である。なお参考文献を除き「竜」の表記で統一する。

## 伝承内容
この竜は、怪物としてではなくシャヴォンヌ湖の主という姿で伝承が残されている。竜は雪のように白く、長い翼を持ち、水煙を立てながら水面を進む。鳥という鳥は猛禽類さえもこの竜をとても恐れていたため湖岸はいつもひっそりとしていたという。しかし、湖畔の村オルモン＝ドゥスー（現エーグル郡）の娘達がこの湖畔に近づくと、竜は誘いに乗って娘たちのもとに泳ぎ寄り、娘たちの手から餌をもらったという。それから愛想よくお礼の挨拶をし、一飛びして水に潜り、人々の視界から消え去るという。

## シャヴォンヌ湖

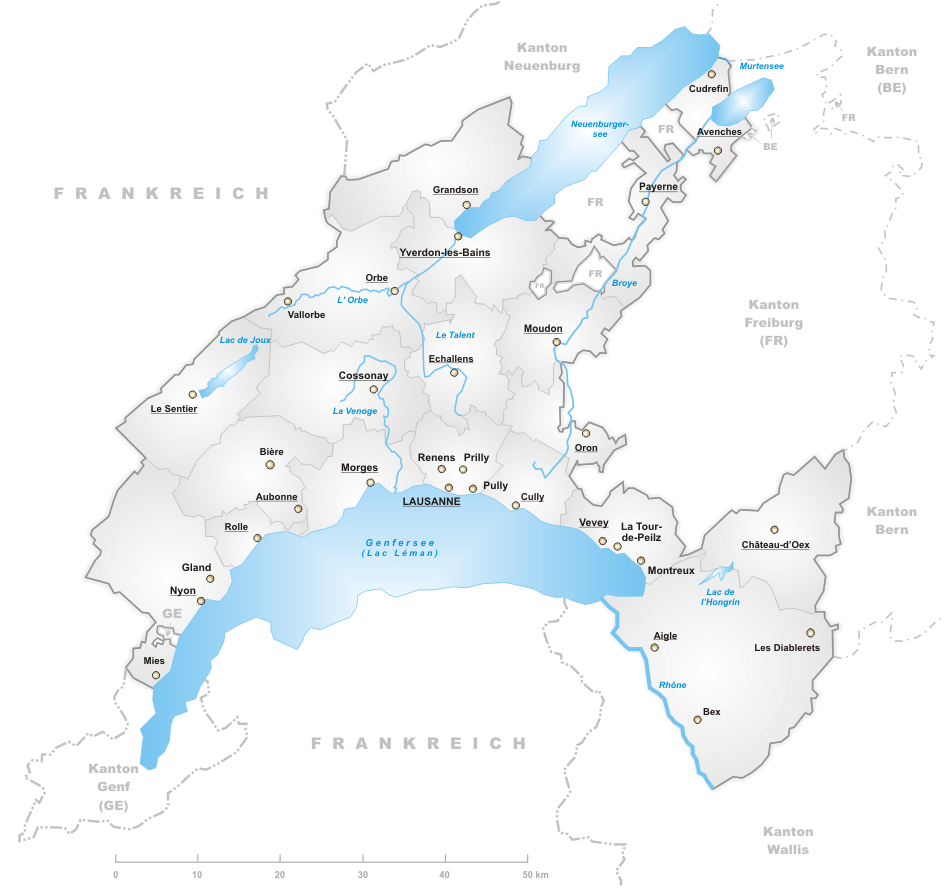
ヴォー州。エーグル郡は最も南東側に位置する。

オルモン-ドゥスウはヴォー州エーグル郡の最も東側にある山間部に位置し、そこにシャヴォンヌ湖がある。シャヴォンヌ湖の東の山を越えるとそこはもうベルン州であり、ドイツ語圏である。シャヴォンヌ湖とは5ヘクタール（50,000平方メートル）の大きさで野球場約2～3個分に相当する大きさである。シャヴォンヌ湖はニジマスやヨーロピアンパーチの産地である。

## 資料
- Lausanne Alfred Ceresole: “Légenden des Alpes vaudoises”（「ヴォー州アルプスの伝説」）1885, p.158.（「世界の龍の話」出典p.13より）